# ادريان ديزموند
ادريان جون ديزموند ولد في 1947 وهو كاتب إنجليزي في تاريخ العلوم ومؤلف كتب عن تشارلز داروين .

## حياته
درس ادريان ديزموند (الفسيولوجيا ) في جامعة لندن و درس تاريخ العلوم وعلم الحفريات الفقارية في كلية لندن الجامعية قبل بحثه في تاريخ علم الحفريات الفقارية في جامعة هارفارد .  حصل ادريان على الدكتوراة في مجال سياق العصر الفيكتوري للتطور الدارويني. 
يعد ديزموند زميل أبحاث فخري في قسم الأحياء في كلية لندن الجامعية.  

## كتب
- الديناصورات ذوات الدم الحار: ثورة في علم الحفريات (1975)
- انعكاس القرد (1979)
- النماذج الأصلية والأسلاف (1982)
- سياسة التطور: علم الصرف والطب والإصلاح في لندن الراديكالية (1989). حصل هذا العمل على جائزة Pfizer . [12]
- داروين (1991) مع جيمس مور . [13] حاز هذا العمل على جائزة جيمس تايت بلاك، وجائزة كوميسو للسيرة الذاتية في إيطاليا، وجائزة واتسون ديفيس من جمعية تاريخ العلوم الأمريكية، وجائزة دينجل للجمعية البريطانية لتاريخ العلوم. [14]
- هكسلي: من تلميذ الشيطان إلى رئيس كهنة التطور (1999)
- تشارلز داروين (أشخاص مهمون جدًا) مع جانيت براون وجيمس مور (2007)
- قضية داروين المقدسة: العرق والعبودية والبحث عن أصول بشرية مع جيمس مور (2009)